# 大坎彭贝格
大坎彭贝格是德国莱茵兰-普法尔茨州的一个市镇。总面积6.31平方公里，总人口156人，其中男性85人，女性71人（2011年12月31日），人口密度25人/平方公里。